# 967
سنة 967 م كانت سنة بسيطة تبدأ يوم الثلاثاء (الرابط يظهر نموذج التقويم الكامل للسنة) من التقويم اليولياني.

## أحداث
- بداية الغزو السفياتوسلافي لبلغاريا في 967 والتي انتهت في 971.

## مواليد
- أبو سعيد أبو الخير
- بوليسلاف الأول شروبري

## وفيات
- معز الدولة البويهي
- أبو الفرج الأصفهاني
- سيف الدولة الحمداني